# Rock Cup 2020-2021
La Rock Cup 2020-2021 è stata la 67ª edizione della Coppa di Gibilterra, l'ottava riconosciuta dalla UEFA, iniziata il 6 aprile 2021 e terminata il 19 maggio 2021. Il Lincoln Red Imps è stata la squadra vincitrice del torneo.

## Primo turno
Il sorteggio di tutti i turni è stato effettuato il 12 marzo 2021.
| Squadra 1        | Risultato | Squadra 2       |
| ---------------- | --------- | --------------- |
| 6 aprile 2021    |           |                 |
| FCB Magpies      | 1 – 2     | St Joseph's     |
| Europa FC        | 10 – 0    | Europa Point    |
| 7 aprile 2021    |           |                 |
| Glacis United    | 6 – 1     | Hound Dogs      |
| Lincoln Red Imps | 6 – 0     | Lions Gibraltar |

## Quarti di finale
| Squadra 1        | Risultato       | Squadra 2    |
| ---------------- | --------------- | ------------ |
| 13 aprile 2021   |                 |              |
| Europa FC        | 3 – 0           | St Joseph's  |
| Manchester 62    | 1 – 1 (5-4 dtr) | College 1975 |
| 14 aprile 2021   |                 |              |
| Lincoln Red Imps | 2 – 1           | Lynx         |
| Glacis United    | 1 – 1 (4-2 dtr) | Mons Calpe   |

## Semifinali
| Squadra 1        | Risultato | Squadra 2     |
| ---------------- | --------- | ------------- |
| 20 aprile 2021   |           |               |
| Lincoln Red Imps | 3 – 0     | Europa FC     |
| 21 aprile 2021   |           |               |
| Manchester 62    | 0 – 1     | Glacis United |

## Finale
| Gibilterra 19 maggio 2021, ore 19:00 CEST                     | Glacis United | 0 – 2 referto               | Lincoln Red Imps | Victoria Stadium |
| \| \| \| \| \| \| Marcatori \| 4’ Kike Gómez 20’ Carralero \| |               |                             |                  |                  |
|                                                               |               |                             |                  |                  |
|                                                               | Marcatori     | 4’ Kike Gómez 20’ Carralero |                  |                  |